# منطقه آزاد تجاری-صنعتی اروند
منطقه آزاد اروند در شمال غربی خلیج فارس و جنوب غربی استان خوزستان در شهرستان‌های آبادان و خرمشهر با وسعت ۳۷۴۰۰ هکتار در محل تلاقی اروند رود و کارون واقع و همجوار با کشورهای عراق و کویت است. 
این منطقه بر اساس طرحی که تهیه شده شامل ۳ بخش اصلی شهرکهای صنعتی خرمشهر و آبادان، شلمچه و مینوشهر است از کل مساحت اراضی این منطقه ۸۶۰۰ هکتار به فعالیت‌های صنعتی و ۴۸۰۰ هکتار به سایر بخش‌ها در زمینهٔ بازرگانی گردشگری و اداری و ۳۸۰۰ هکتار به بخش‌های بندری، انبارداری و و ترانزیت اختصاص یافته‌است. وجود آب شیرین فراوان در رودهای بهمنشیر، کارون و اروندرود  و وجود پالایشگاه نفت، کارخانه پتروشیمی و دسترسی آن به آب های آزاد باعث شده این منطقه آزاد جایگاه مهمی در اقتصاد کشور به خود اختصاص دهد. ایجاد منطقه آزاد صنعتی و تجاری اروند در شهرهای آبادان و خرمشهر در سال های اخیر اهمیت و موقعیت تأثیرگذار این دو شهر را دو چندان کرده است.
منطقهٔ آزاد اروند در نیمهٔ دوم سال ۱۳۸۲ به تصویب رسیده‌است و با وسعتی بالغ بر ۱۷٫۲۰۰ هکتار وسیع‌ترین منطقهٔ آزاد تجاری وصنعتی کشور است.

## تجارت و ترانزیت در منطقه آزاد اروند
استان خوزستان به واسطه استعدادهای ویژه از جمله عبور حدود ۳۰درصد از آب‌های کشور از این جلگه، وجود دشت‌های مستعد کشاورزی و فعالیت‌های منظم کشت و صنعت، قرارگرفتن بخش عمده ذخایر نفت کشور، مرز زمینی و وجود مرز شلمچه با کشور همسایه، مرز هوایی و وجود فرودگاه‌های بین‌المللی و … دارای برتری خاصی نسبت به سایر مناطق کشور است.
در منطقه آزاد اروند نیز که در این استان واقع شده‌است امکان ترانزیت کالا از کشورهای مختلف از جمله کشورهای حوزه خلیج فارس و شرق آسیا به عراق و کشورهای حوزه قفقاز در این منطقه وجود دارد. از آنجایی که بازار کشور عراق در حال حاضر نیازمند واردات کلان از منطقه می‌باشد و با توجه به همجواری با منطقه آزاد اروند و امکانات ترانزیتی، این منطقه می‌تواند به عنوان یکی از بهترین گزینه‌ها در ترانزیت کالا به کشورهای حوزه خلیج فارس و حوزه قفقاز باشد.
برخورداری منطقه از حمل و نقل ترکیبی (چهار نوع حمل و نقل) این منطقه را در موقعیت ممتازی از لحاظ ترانزیتی قرار داده‌است.

## وظایف سازمان
- ارتقای سطح کیفیت خدمات سرمایه‌گذاری، بازرگانی و شهروندی، همچنین لحاظ کردن آداب تکریم ارباب رجوع و افزایش پاسخ گویی
- افزایش بهره‌وری با توجه به ظرفیت و مزیت‌های منطقه
- افزیش عمران و آبادانی منطقه
- افزایش رشد و توسعه اقتصادی از طریق جلب سرمایه‌گذاری‌های داخلی و خارجی
- ایجاد مشارکت و جلب سرمایه‌های ملی و استانی در رونق سرمایه‌گذاری در منطقه
- تنظیم بازار کار و کالا و ایجاد اشتغال سالم و مولد در منطقه
- افزایش سطح رفاه و درآمد عمومی
- حضور فعال در بازارهای جهانی از طریق صادرات کالاهای فرآوری شده و خدمات ارائه شده
- افزایش توان رقابتی محصولات تولید شده در منطقه در عرصه‌های بین‌المللی
- افزایش صادرات و سهم بازار منطقه آزاد اروند در بازارهای جهانی[۳]

## دانشگاه و مراکز آموزش وابسته
- دانشگاه علوم و فنون دریایی خرمشهر
- دانشگاه علوم پزشکی واحد بین‌المللی خلیج فارس
- مؤسسه آموزش عالی غیرانتفاعی مهراروند
- دانشگاه آزاد اسلامی واحد آبادان
- دانشگاه پیام نور آبادان
- دانشکده صنعت نفت
- دانشگاه آزاد اسلامی مرکز مامایی آبادان
- دانشکده پزشکی آبادان
- دانشگاه آزاد اسلامی بین‌المللی خرمشهر

## مزایده خودرو احمدی‌نژاد
مزایده خبرساز خودرو پژو احمدی‌نژاد به نفع سازمان بهزیستی در فروردین ۱۳۹۰ در این محل نمایشگاه‌های منطقه آزاد اروند برگزار گردید. خودرو وی به قیمت ۲٫۵ میلیارد تومان فروخته و به حساب مسکن معلولان واریز شد.

## تغییرات مدیریتی منطقه در دولت‌ها
همچنین در جریان برخورد با گروهی که رسانه‌های اصولگرای ایران نام جریان انحرافی را گذاشته بودند مدیر عامل منطقه آزاد اروند دستگیر شد که به گفته نماینده مردم بستان‌آباد در مجلس هشتم و رئیس هیئت تحقیق و تفحص از مناطق آزاد احتمالاً به دوران فعالیت وی در سازمان میراث فرهنگی مربوط بوده‌است.
در شهریور ۱۳۹۰ بهروز حسینی‌فر به عنوان مدیر جدید منصوب گردید و در ۵ مرداد ۱۳۹۱ محبت رئیسی، با حکم معاون رئیس‌جمهور و دبیر شورای هماهنگی مناطق آزاد تجاری صنعتی و ویژه اقتصادی مدیر عامل جدید سازمان منطقه آزاد اروند شد.
با حکم مشاور رئیس‌جمهور و دبیر شورای هماهنگی مناطق آزاد و ویژه اقتصادی، «رئیس هیئت مدیره و مدیر عامل سازمان منطقه آزاد اروند» منصوب و مراسم آغاز به کار اسماعیل زمانی در منطقه آزاد اروند برگزار شد.
همچنین اکبر ترکان مشاور رئیس‌جمهور و دبیر شورای هماهنگی مناطق آزاد و ویژه اقتصادی، در احکام جداگانه‌ای، عضویت اعضاء جدید هیئت مدیره سازمان منطقه آزاد اروند را ابلاغ کرد. براین اساس، علی شمخانی، محمد مخبر، محمد فروزنده و عبدالله کعبی به عنوان عضو هیئت مدیره این سازمان منصوب شدند.
مدیرعامل بعدی منطقه آزاد تجاری-صنعتی اروند محمدرضا اسکندری بود. در حال حاضر علی زارعی مدیر عامل منطقه آزاد صنعتی اروند می‌باشد. وی در بهمن ماه سال ۱۴۰۱ در حکمی توسط دبیر شورای عالی مناطق آزاد تجاری-صنعتی و ویژه اقتصادی به این سمت منصوب گردید.